# Torsk på tuben
Torsk på tuben var ett svenskt humor-lekprogram på TV3 från 2013. Deltagarna med olika svenska komiker fick titta på klipp från nätet och gissa i olika kategorier. Tobbe Blom var programledare.